# Caridina leucosticta
Caridina leucosticta е вид десетоного от семейство Atyidae. Видът не е застрашен от изчезване.

## Разпространение и местообитание
Разпространен е в Япония (Кюшу, Хоншу и Шикоку).
Обитава крайбрежията на сладководни басейни, морета, реки и потоци.